# Да працы
«Да працы» — газета революционно-демократического направления в Западной Белоруссии. Издавалась с 1 октября 1927 по 16 декабря 1928 года в Вильнюсе на белорусском языке 2 раза в неделю. Продолжала традиции газет Белорусской крестьянско-рабочей громады (БСРГ). С 12 марта 1928 года — орган белорусского крестьянско-рабочего посольского клуба «Змагання».
В связи с репрессиями польских властей издатели 15 раз меняли название газеты: «Наша праца» (1—29 октября 1927), «Праца» (5—23 ноября 1927), «Права працы» (7—24 декабря 1927), «Навагодняя праца» (27 декабря 1927), «Думка працы» (4—28 января 1928), «Сіла працы» (1—24 февраля 1928), «Воля працы» (12—31 марта 1928), «Красавік» (5 апреля 1928), «Голас працы» (14 апреля — 30 мая 1928), «Зара працы»  (2—29 июня 1928), «Сцяг працы» (4—31 июля 1928), «Доля працы» (3—29 августа 1928), «Рэха працы» (1—29 сентября 1928), «Слова працы» (5—31 октября 1928), «За працу» (5—27 ноября 1928), «Да працы» (1—16 декабря 1928).
Имела рубрики «Политическая хроника», «Избирательная хроника», «Из сейма» и другие. Писала о тяжёлом социально-экономическом положении трудящихся Западной Белоруссии, национально-освободительном движении, разногласиях между представителями идей социалистической и национальной ориентации в борьбе за социальное и национальное освобождение, истории создания и деятельности разных партий и организаций, Польской социалистической партии, «Белорусской христианской демократии», Белорусском крестьянском союзе и прочем. Освещала подготовку, выборы и работу польского сейма, информировала о ходе судебного процесса над деятелями БСРГ. На страницах газеты размещались выступы белорусских послов в польском сейме, статьи по случаю 10-й годовщины независимости Польши, материалы о культурной жизни в Западной Белоруссии, стихотворения Михася Василька, Фёдора Ильяшевича, Алеся Сологуба и других. В рубрике «Маленький фельетон» содержались материалы Ивана Маразовича (под псевдонимом Я. Маланка), переводы на белорусский язык отдельных произведений Владимира Короленко.
Вышло около 120 номеров, из них более 50 изъято. Газета закрыта польской властью.